# Condado de Waterford
O Condado de Waterford (Port Láirge em irlandês) é um condado da República da Irlanda, na província de Munster, no sul do país. Dungarvan é a capital, e a cidade de Waterford tem nível de condado, sendo portanto administrada separadamente. No começo da década de 2020, sua população era de aproximadamente 127 mil pessoas.
Waterford tem como vizinhos os condados de Tipperary e Kilkenny a norte, Wexford a leste, o Canal de São Jorge a sul e Cork a sudoeste.